# Kazaa
Kazaa sử dụng chia sẻ tệp ngang hàng (P2P) - cùng loại công nghệ khiến Napster nổi tiếng.
Nhưng không giống như Napster, phân phối nội dung thông qua một máy chủ tập trung, Kazaa sử dụng một hệ thống phi tập trung. Người dùng Kazaa liên hệ trực tiếp với nhau trực tuyến để chia sẻ nội dung. Sự phân cấp của Kazaa là một trong những lý do chính tại sao nó đã vượt qua cơn bão lửa hợp pháp lâu nay.
Để truyền dữ liệu giữa người dùng (ngang hàng), Kazaa sử dụng giao thức FastTrack. FastTrack là một giao thức P2P được gọi là "thế hệ thứ hai". Hệ thống chia người dùng Kazaa thành hai nhóm: siêu nút và nút thông thường. Siêu tân tinh là những máy tính mạnh mẽ với kết nối mạng nhanh, băng thông cao và khả năng xử lý nhanh (chủ sở hữu máy tính không biết rằng máy tính của họ đã được chỉ định là siêu dữ liệu). Khoảng 30.000 siêu dữ liệu trên Kazaa hoạt động rất giống các trung tâm lưu lượng, xử lý các yêu cầu dữ liệu từ các nút thông thường chậm hơn. Mỗi siêu tân tinh có thể phục vụ từ 60 đến 150 nút thông thường cùng một lúc.
Khi người dùng cài đặt phần mềm Kazaa trên máy tính của mình, nó sẽ được mã hóa với một danh sách các siêu dữ liệu. Mỗi khi người dùng khởi chạy ứng dụng Kazaa, máy tính của họ sẽ đăng ký với máy chủ trung tâm và sau đó chọn từ danh sách các siêu dữ liệu hiện đang hoạt động. Khi máy tính gửi yêu cầu cho các tệp mà người dùng muốn tải xuống hoặc tải lên, yêu cầu được chuyển qua siêu nút. Siêu nút giao tiếp với các siêu nút khác, lần lượt kết nối với các nút thông thường, lần lượt kết nối với các nút thông thường hơn, để thực hiện yêu cầu cho đến khi hết thời gian sống 7 - điều này có nghĩa là yêu cầu tìm kiếm sẽ mở rộng bảy cấp độ thành mạng trước khi nó ngừng lan truyền. Khi tệp chính xác đã được định vị, nó được chuyển trực tiếp từ chủ sở hữu tệp đến người yêu cầu bằng HTTP (Giao thức truyền siêu văn bản) - nó không phải thông qua một siêu nút.